# Chiesa di San Leonardo (Varsi)
La chiesa di San Leonardo è un luogo di culto cattolico dalle forme neoclassiche, situato nel centro del piccolo borgo di Contile, frazione di Varsi, in provincia di Parma e diocesi di Piacenza-Bobbio; è sede di una parrocchia compresa nel vicariato della Val Taro e Val Ceno.

## Storia
Il luogo di culto originario fu edificato in epoca medievale; la più antica testimonianza della sua esistenza risale al 1352, quando la cappella fu menzionata tra le dipendenze della pieve di Varsi.
Nel 1520 la chiesa fu elevata a sede parrocchiale autonoma.
Tra il 1787 e il 1794 il tempio fu notevolmente ampliato e modificato in stile neoclassico.
Probabilmente nel 1831, benché alcune fonti indichino il 1931, il luogo di culto fu allungato di 3,40 m; negli anni successivi fu rinforzata strutturalmente la torre campanaria.
Nel 1843 furono avviati i lavori di costruzione della sagrestia, in seguito ribattezzata sagrestia degli uomini; il cantiere fu completato soltanto nel 1894.
Nel 1899 la chiesa fu sottoposta a interventi di restauro; l'anno seguente furono intraprese le opere di edificazione della seconda sagrestia, detta sagrestia delle donne.
Nel 1906 fu sostituito l'altare maggiore in marmo di Carrara, solennemente consacrato il 29 agosto del 1908 dal vescovo di Piacenza Giovanni Maria Pellizzari.
Negli anni seguenti fu spostato il pulpito e fu aggiunto nel ramo sinistro del transetto un altare dedicato a san Giuseppe, sopra al quale nel 1925 furono aperte due nicchie per ospitare le statue di Sant'Antonio Abate e San Rocco; nello stesso anno fu collocato nel ramo destro del transetto un altare intitolato alla Madonna di Lourdes, sopra al quale fu poi realizzata una grotta.
Nel 1931 furono avviati i lavori di ristrutturazione del campanile, che si protrassero per oltre vent'anni.
Durante la seconda guerra mondiale alcuni colpi dell'artiglieria tedesca distrussero la grotta della Madonna di Lourdes, che fu successivamente ricostruita.
Nel 1946 furono avviati i lavori di costruzione della canonica, che fu completata nel 1959.
Tra il 1953 e il 1985 la chiesa fu restaurata e decorata internamente, con l'aggiunta anche di un nuovo altare dedicato al Cristo morto, la realizzazione delle vetrate policrome, la sistemazione del tetto e il rifacimento degli impianti; l'intervento più significativo riguardò la ricostruzione del sagrato e della lunga scalinata di accesso, realizzata tra il 1965 e il 1966.
Nei primi anni del XXI secolo furono eseguiti altri lavori, che riguardarono il rifacimento delle coperture e il restauro degli affreschi; fu inoltre sostituito l'altare maggiore a mensa.

## Descrizione

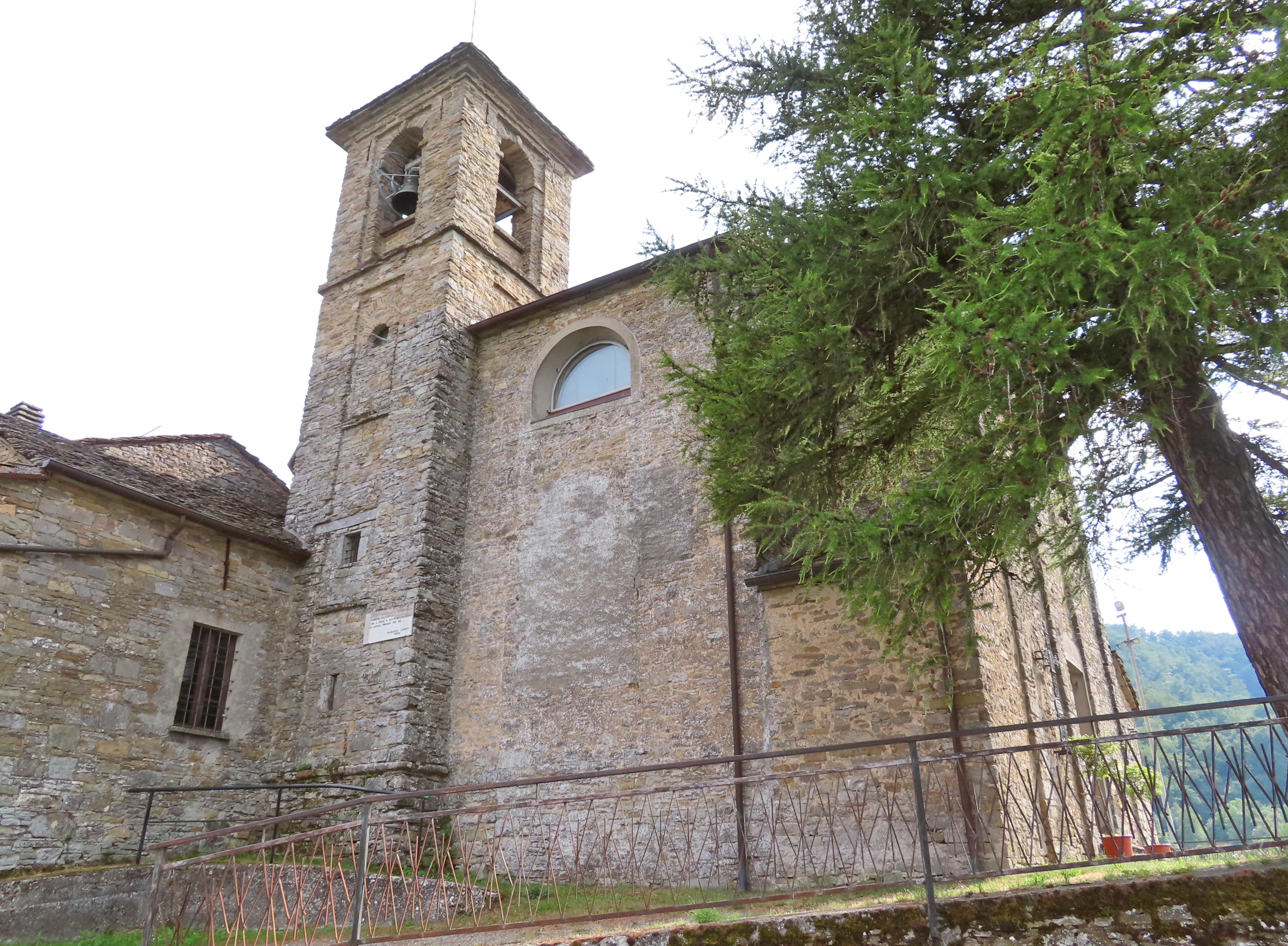
Facciata e lato est

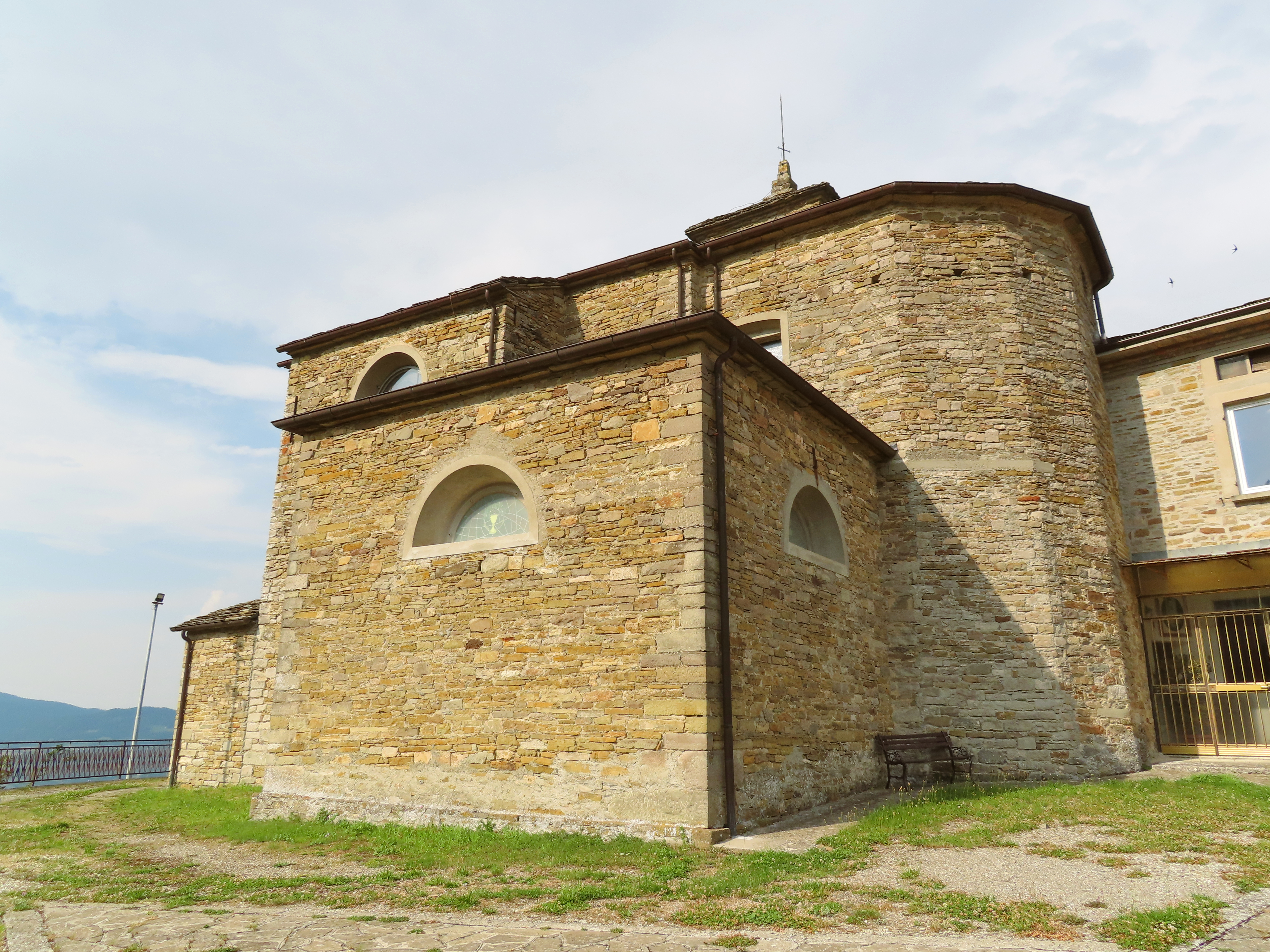
Abside e lato ovest

La chiesa si sviluppa su un impianto a croce latina, con una navata unica affiancata da una cappella per lato, transetto e presbiterio absidato a sud.
La simmetrica facciata a salienti, interamente rivestita in pietra come il resto dell'edificio, è suddivisa verticalmente da quattro lesene d'ordine gigante; al centro è collocato l'ampio portale d'ingresso, mentre in sommità è posto un finestrone rettangolare, sormontato da una piccola apertura quadrata.
Dai fianchi aggettano i bassi volumi delle cappelle laterali e gli alti corpi dei rami del transetto, illuminati da finestre a lunetta; al termine del lato sinistro si erge il campanile, ornato con lesene sugli spigoli; la cella campanaria si affaccia sulle quattro fronti attraverso ampie monofore ad arco a tutto sesto.
Sul retro si allunga l'abside a pianta poligonale, fiancheggiata dalle sagrestie e dalla canonica.
All'interno la navata, coperta da una volta a botte affrescata a motivi floreali, è affiancata nella prima campata dalle ampie arcate a tutto sesto delle cappelle, intitolate rispettivamente al confessionale sulla destra e al battistero sulla sinistra.
I due rami del transetto accolgono le cappelle di San Giuseppe, con l'altare intitolato al Cristo morto, a destra e della Beata Vergine di Lourdes, con l'altare dedicato al Sacro Cuore, a sinistra; gli spigoli sono arricchiti da lesene doriche a sostegno del cornicione perimetrale in aggetto; la crociera è chiusa superiormente da una volta a vela decorata con affreschi.
Il presbiterio, lievemente sopraelevato, è preceduto dall'arco trionfale a tutto sesto, retto da paraste doriche; l'ambiente, coperto da una volta a botte dipinta, accoglie l'altare maggiore a mensa in marmo di Carrara e pietre policrome, realizzato all'inizio del XXI secolo dallo scultore Michele Carafa; sul fondo l'abside, chiusa superiormente dal catino, è scandita da lesene; al centro, sopra al coro ligneo, si staglia la pala raffigurante San Leonardo, eseguita nel 1729 da Alexander Alberganti.
La chiesa accoglie altre opere risalenti al XVI e XVII secolo, tra cui le tele rappresentanti il Battesimo di Gesù, l'Ecce Homo e Tobiolo e l'Angelo.